# Атанас Кикименов
Атанас Кикименов е български офицер (подпоручик).

## Биография
Роден е през 1847 г. в село Осенец. Получава военното си образование в Русия. Вуйчо е на полковник Руси Радков. Между 12 и 28 август 1886 г. е началник на Военното училище в София. Умира през 1888 г. в София.